# My Guns Are Loaded
«My Guns Are Loaded» («Мої рушниці заряджені») — пісня та сингл валлійської співачки Бонні Тайлер з її третього студійного альбому «Diamond Cut» 1979 року.

## Історія
«My Guns Are Loaded» була написана Ронні Скоттом та Стівом Вулфом, які також продюсували її разом з Робіном Джеффрі Кейблом. Пісня стала великим хітом у Канаді та Франції та другорядним у США.

## Трек-лист
Американський і французький 7-дюймовий LP сингл
1. «My Guns Are Loaded» — 3:45
2. «Baby I Just Love You» — 3:03

Німецький 7-дюймовий LP сингл
1. «My Guns Are Loaded» — 3:45
2. «The Eyes of a Fool» — 3:19

## Чарти
| Чарт (1979)                                 | Позиція |
| ------------------------------------------- | ------- |
| Канада (RPM Adult Contemporary)             | 10      |
| Фінляндія (The Official Finnish Charts)     | 30      |
| Франція (IFOP)                              | 11      |
| США (Hot Country Songs (Billboard))         | 86      |
| США (Bubbling Under Hot 100 (Billboard))    | 107     |
| США (Top 100 Country (Cashbox))             | 83      |
| США (Country Singles (Record World))        | 85      |
| США (Top 150 Singles Charts (Record World)) | 141     |